# 13686 Kongozan
13686 Kongozan (tên chỉ định: 1997 QS4) là một tiểu hành tinh vành đai chính. Nó được phát hiện bởi Tomimaru Okuni ở Nanyo Observatory ngày 30 tháng 8 năm 1997. Nó được đặt theo tên Kongo, một ngọn núi ở Yamagata, Nhật Bản.